# Liste des districts dans le borough londonien de Haringey
Ceci est une liste des districts du Borough londonien de Haringey.
Les zones du code postal de Haringey sont N.

Haringey dans le Grand Londres

## Districts
| District            | Ville postale | Zone postal/District | Coordonnées                 | OS grid ref  |
| ------------------- | ------------- | -------------------- | --------------------------- | ------------ |
| Alexandra Park      | LONDRES       | N11, N14             | 51° 35′ 44″ N, 0° 07′ 34″ O | TQ295925     |
| Bounds Green        | LONDRES       | N11                  | 51° 36′ 23″ N, 0° 07′ 29″ O | TQ298914     |
| Bowes Park          | LONDRES       | N22, N13             | 51° 36′ 04″ N, 0° 06′ 50″ O | TQ295925     |
| Broadwater Farm     | LONDRES       | N17                  | 51° 35′ 41″ N, 0° 04′ 56″ O | TQ3282590211 |
| Crouch End          | LONDRES       | N8                   | 51° 34′ 47″ N, 0° 07′ 25″ O | TQ295885     |
| Finsbury Park       | LONDRES       | N4                   | 51° 34′ 06″ N, 0° 06′ 11″ O | TQ314872     |
| Fortis Green        | LONDRES       | N2, N6, N10          | 51° 35′ 24″ N, 0° 09′ 43″ O | TQ281896     |
| Harringay           | LONDRES       | N4, N8, N15, N17     | 51° 34′ 55″ N, 0° 05′ 58″ O | TQ316678     |
| Highgate            | LONDRES       | N6                   | 51° 34′ 18″ N, 0° 08′ 41″ O | TQ285875     |
| Hornsey             | LONDRES       | N8                   | 51° 35′ 14″ N, 0° 07′ 19″ O | TQ305895     |
| Little Russia       | LONDRES       | N17                  | 51° 36′ 29″ N, 0° 04′ 19″ O | TQ3349291720 |
| Muswell Hill        | LONDRES       | N10                  | 51° 35′ 31″ N, 0° 08′ 35″ O | TQ287897     |
| Noel Park           | LONDRES       | N22                  | 51° 35′ 47″ N, 0° 06′ 08″ O | TQ315902     |
| Northumberland Park | LONDRES       | N17                  | 51° 36′ 07″ N, 0° 03′ 29″ O | TQ3447991078 |
| St Ann's            | LONDRES       | N15                  | 51° 34′ 53″ N, 0° 05′ 07″ O | TQ314872     |
| Seven Sisters       | LONDRES       | N15                  | 51° 34′ 56″ N, 0° 04′ 25″ O | TQ334888     |
| South Tottenham     | LONDRES       | N15, N17             | 51° 35′ 02″ N, 0° 04′ 23″ O | TQ335885     |
| Stroud Green        | LONDRES       | N4                   | 51° 34′ 36″ N, 0° 06′ 34″ O | TQ311881     |
| Tottenham           | LONDRES       | N15, N17             | 51° 36′ 18″ N, 0° 03′ 29″ O | TQ344914     |
| Tottenham Hale      | LONDRES       | N15, N17             | 51° 35′ 18″ N, 0° 03′ 35″ O | TQ345895     |
| West Green          | LONDRES       | N15, N17             | 51° 35′ 11″ N, 0° 05′ 25″ O | TQ324892     |
| Wood Green          | LONDRES       | N22                  | 51° 35′ 53″ N, 0° 06′ 54″ O | TQ305905     |

## Électoral wards
Alexandra, Bounds Green, Bruce Grove, Crouch End, Fortis Green, Harringay, Highgate, Hornsey, Muswell Hill, Noel Park, Northumberland Park, St Ann's, Seven Sisters, Stroud Green, Tottenham Green, Tottenham, West Green, White Hart Lane, Woodside.

## Référence
- (en) Cet article est partiellement ou en totalité issu de l’article de Wikipédia en anglais intitulé « List of districts in the London Borough of Haringey » (voir la liste des auteurs).